# Городское поселение Мыс Шмидта
Городско́е поселе́ние Мыс Шмидта — упразднённое муниципальное образование в Иультинском районе Чукотского автономного округа Российской Федерации.
Административный центр — пгт Мыс Шмидта.

## История
Статус и границы городского поселения установлены Законом Чукотского автономного округа от 24 ноября 2008 года N 149-ОЗ «О статусе, границах и административных центрах муниципальных образований на территории Иультинского муниципального района Чукотского автономного округа»
Законом Чукотского автономного округа от 23 сентября 2015 года № 67-ОЗ, все муниципальные образования Иультинского муниципального района — городские поселения: Мыс Шмидта и Эгвекинот; сельские поселения: Амгуэма, Ванкарем, Нутэпэльмен, Конергино, Рыркайпий и Уэлькаль — были объединены в городской округ Эгвекинот.

## Население
| 2009 | 2010 | 2012 | 2013 | 2014 | 2015 |
| ---- | ---- | ---- | ---- | ---- | ---- |
| 1144 | ↘492 | ↘412 | ↘324 | ↘238 | ↘166 |

## Состав городского поселения
| № | Населённый пункт | Тип населённого пункта      | Население |
| - | ---------------- | --------------------------- | --------- |
| 1 | Мыс Шмидта       | пгт, административный центр | ↘34       |

## Местное самоуправление
Главы городского поселения
- с 15 февраля 2015 года — Кашкаров Алексей Анатольевич[10]